# Charlie Chan på Broadway
Charlie Chan på Broadway (engelska: Charlie Chan on Broadway) är en amerikansk långfilm från 1937 i regi av Eugene Forde, med Warner Oland, Keye Luke, Joan Marsh och J. Edward Bromberg i rollerna.

## Handling
Charlie Chan (Warner Oland) och hans äldste son Lee (Keye Luke) är på väg till New York med båt. En nattklubbsångerska gömmer ett paket bland Chans bagage och han och sonen dras snart in i en mordhärva.

## Rollista
| Warner Oland       | – Charlie Chan     |
| Keye Luke          | – Lee Chan         |
| Joan Marsh         | – Joan Wendall     |
| J. Edward Bromberg | – Murdock          |
| Douglas Fowley     | – Johnny Burke     |
| Harold Huber       | – Inspector Nelson |
| Donald Woods       | – Speed Patten     |
| Louise Henry       | – Billie Bronson   |
| Joan Woodbury      | – Marie Collins    |
| Leon Ames          | – Buzz Moran       |